# Alma Redlinger
Alma Redlinger (n. 8 martie 1924, București, România – d. 2 februarie 2017,București, România ) a fost o pictoriță, desenatoare și gravoare din România de origine evreiască.
„Alma Redlinger și-a clădit de la început o carieră avangardistă prin esența ei. De înaltă valoare, opera artistei probează o coerență excepțională și este un exemplu pentru cei care au ales arta ca destin al vieții. Alma Redlinger face parte din generația de artiști care asigură continuitatea dintre pictura interbelică și pictura contemporană.” (Octavian BARBOSA, 1976)

## Studii
A urmat Academia liberă de artă Școala Maxy, între anii 1940 -1944 și în 1945 Academia de Artă Guguianu, având ca profesor tot pe pictorul M.H. Maxy. Din 1951 este membră a Uniunii Artiștilor Plastici din București. Din anul 1945 expune la saloanele de pictură grafică și apoi la expozițiile tematice de stat. După anul 1969 participă la expoziții de artă decorativă și execută lucrări de artă monumentală în anii 1959-1961, 1964.

## Opera
„(...)Pictura și desenele Almei Redlinger au la bază sistemul, rigoarea impusă de rațiune. Un desen puternic, cu planuri rupte și linii ferme, construiește compoziția. Gestul este rapid, sigur, capabil sa desprinda esenta, sa descopere ipostaza optima a fiecarui lucru supus analizei. Este surprinzator cum de-a lungul anilor, în acest dialog continuu dintre linie și pata de culoare, Alma Redlinger a stiut să armonizeze privirea rece cu puterea emoțională a percepției. Farmecul picturalității ei îl descoperim în acest dialog ce știe să fructifice posibilitățile diverse ale expresiei plastice. Este o infruntare blândă între severitatea construcției și culoare, între analiza lucidă și momentul particular al percepției. Individualitatea creației Almei Redlinger o găsim în acest joc subtil, echilibrat, dintre desen și culoare, în sonoritatea cu totul specială a cromaticii sale, în ritmul compozițiilor, ce dezvoltă o puternică forță interioara.

Gestul Almei Redlinger este energic, riguros. Artista controlează până la ultimul detaliu suprafața tabloului, atentă la varietatea expresivă, la compunerea obiectelor, preocupată de a reda starea, senzația unui moment. Asa se explică marea varietate a acestei picturi, în contextul unor subiecte relativ restrânse. Temele preferate de picțoriă vin din mediul familiar; atelierul, persoanele din apropiere, familia sau prietenii, obiectele din preajmă îi oferă prilejul de a alcătui continuu alte compoziții sau naturi statice. Cu aceasta "recuzită" ea și-a construit opera pe parcursul a mai bine de cincizeci de ani. Prospețimea lucrărilor ei este dată de capacitatea ei de a înregistra acel moment special, lumina nouă în care vede un vechi obiect, farmecul unei flori, felul în care se compun lucrurile din preajmă. Cele mai multe imagini sunt din propriul atelier, în unele compoziții ea descrie colțuri sau imagini ample ale atelierului, în altele se restrânge la câteva obiecte sau cărți, dar totul este privit astfel încât prezența umana există.
(...)Sinceritatea discursului Almei Redlinger este cuceritoare. Pictura ei este nu doar credibilă, ci, aș spune, chiar benefică, prin capacitatea ei de a transmite privitorului bucuria momentului și o imagine nouă, reconsiderată, a universului în intimitatea căruia trăim. ”— Maria-Magdalena Crișan, 2006  ''
„(...)Lucrările respiră un dialog aparte între structurile cromatice și construcția grafică, în care tensiunile se articulează discret, dar vizibil, conferind pânzelor un rafinament desăvârșit. Griurile capătă o căldură specială, colorată aproape, prin combinațiile neașteptate cu tonuri de violet și verde stins, eliberând o imagine care traieste puternic și viu, dublată de o sensibilitate care răzbate din fiecare formă desenată. "Astăzi realizez că un tablou de Alma Redlinger e aidoma unei ființe bicefale, ale cărei capete își doresc cu ardoare supremația, tactul artistei constă în a nu da câștig de cauză nici unuia dintre ele. ”— Cristian Robert Velescu, 2007

## Aprecieri
„Cel ce pășește în sălile expoziției Almei Redlinger, este fascinat din prima clipă de siguranța, vigoarea și autoritatea expresiei acestei pictorițe. Silueta, de o forță pe care nu o dă decât capacitatea de sinteză ,conferă monumentalitate unor lucrări ce nu depășesc câțiva zeci de centimetri.

Două sau trei pete plate de culoare dau lucrărilor relief, iar privitorului sentimentul că tot ce trebuia spus s-a spus. Nici un detaliu inutil, nici un element așternut „pentru frumusețe” nu tulbură aceste imagini, ce stăruie îndelung în amintire dupa ce le-ai văzut. În pictură, grafică sau colaj, în lucrări definitive sau în schițe, Alma Redlinger este aceeași artistă sobră și personală, straină spectacolului atractiv sau complezent.
În lucrări mai vechi, compoziții, naturi moarte sau flori, intuiția severității cubiste și-a pus amprenta. Prin anii 70, sau chiar mai devreme, când alții încercau să descopere cubismul, Alma Redlinger realiza deja sinteze în acest spirit (....) ”— Radu Ionescu, 1994 
„(....) De la primele lucrări, artista avertizează asupra unei duble chei de lectură- cea a jocului demiurgic, cu materiile joase ce trebuiesc înnobilate și cea a jocului secund, cultural, în care se operează invers, substanța „divină” a creației fiind atacată și supusă comentariului minor. Scopul predominant este unul singur -matissian- al bucuriei imediate, al unei așezări epicureice printre forme.

Acest hedonism unificator dă farmecul ansamblului; el animă subteran creația, conferind o senzație de permanentă emanație autobiografică, stimulând, de asemenea, fraternizarea empatică a privitorului, ce pare a fi fost prevăzut în economia imaginii ca factor participativ, ca „actant”. Se relevă, astfel, caracterul spectacular al lucrărilor. Fracturile formei, alburile cruțate de culoare și desen deopotrivă dau un traseu rebusistic, compun o șaradă în ale cărei goluri de sens se urmăresc unul pe celalalt: artista (portretul ascuns) și privitorul (vânător de sensuri). Acest joc de descompunere/compunere, păstrând o prospețime a primelor vârste, este rafinat/complicat prin modularea culturală. Facerea /lectura trece prin câteva filtre de «pierdere a inocenței».
Două ar fi explicite: 1. tehnica; 2. citatul cultural.(....) ”— Călin Dan, 1987 
„(...) Forța exemplară a desenului ni se relevă în dialog permanent cu armoniile nelipsite de tensiune ale culorilor. Monumentalitatea expresivă a personajelor („Odalisce pe fond roșu,” „Pierrot” ,„Prietenele” ,„Montmartre” ,„Femeie pe galben”) își află o discretă și rafinată complementalitate în minuțiozitatea și exuberanța unor motive („Bonsai” ,„Compoziție cu pipă” ,„Magnolii cu Telerama” ,„Nuferi cu Rembrandt”) ce reușesc să se încarce de o binevenită dimensiune metaforică, dezvăluind, totodată, iscusința admirabilă a creatoarei de a conferi detaliilor (nu lipsesc trimiterile discrete la arta căreia i s-a dedicat și la artiștii preferați) o putere de seducție ieșită din comun. (...)

(...) Este greu de cuprins universul valorilor, dar și al bucuriilor estetice pe care această expoziție le prilejuiește privitorului. Ea se ivește acum, în plin bulevard, în miezul „marșului social” și al platitudinilor cotidiene, ca un semn de har și de dar, iar aceia care trec pragul expoziției au toate motivele să-l perceapă drept un adevărat privilegiu. ”— Ion Parhon, 2004 

## Expoziții personale
- 1961 – Pictură, Galeriile de Artă B - Magheru [7]
- 1967 - Pictură,  Galeriile de Artă B - Magheru [7]
- 1970 – Pictură, Galeria Simeza [7]
- 1975 - Pictură, Galeria Simeza [7]
- 1976 - Desene, hol Teatrul Tăndărică, Sala Victoria [7]
- 1978 - Pictură, Galeria Simeza [7]
- 1983 – Pictură și grafică, Galeria Orizont [7]
- 1987 - Pictură și grafică, Galeria Orizont [7]
- 1991 – Pictură, Galeria Orizont [7]
- 1994 - Pictură și grafică, etaj 3-4, Teatrul Național, București [7]
- 1998 – Grafică, Galeria Caminul Artei, București [7]
- Grafică, Clubul Junimii, Muzeul Literaturii Române, Iași [7]
- 2000 - Pictură, Crown Plaza, București [7]
- Pictură și grafică, Galeriile Frezia, Dej [7]
- 2002 – Pictură, Galeria Simeza, București [7]
- 2004 - Pictură, Galeria Simeza, București[7]
- 2006 – „Atelier”, Pictură și grafică, Veroniki Art, București [7]
- 2007 - Cercul Militar Național, Galeria Artelor, București [7]
- 2009 - Galeria Ana, București [7]
- 2011 - Pictură și grafică mixtă Galeria Sala Dalles, București, curator Adrian Buga [13]
- 2011 - Pictură și grafică mixtă, Muzeul de Istorie Suceava.[7]
- 2014 - “90 de ani de viață, 70 de ani de pictură” la Căminul Artei[3]

## Expoziții de grup
- 1946 – Artă, muncă și democrație, București
- 1947 – Căminul Artei, Sala  Krețulescu
- 1948 – Expoziția Flacăra, București
- 1949 – Expoziția 9 Martie
- 1953 - Expoziția Mondială a Tineretului
- 1956 - Pictură, sala de pe Academiei, împreună cu Spiru Chintilă, Mihai Danu, Ion Murariu
- 1959 – Bucureștiul în arta plastică
- 1960 – Expoziția Ziua Internațională a copiilor
- 1961 – Portrete
- Retrospectiva de Grafică militantă
- Gravura contemporană
- 1967 – Expoziția Comemorativă  1907
- 1972 - Galeria Apollo desene inedite din atelierele pictorilor
- 1976 - Peisajul patriei, Galeria Galateea
- 1978 - Expozitie de acualelă, holul Teatrului Național
- 1981 - Expozitia omagială George Enescu, Bacău
- 1982 - Expoziția de acuarelă, Caminul Artei
- 1986 - Expoziția Omagială  Nicolae Tonitza, Bârlad
- 1987 - Expoziția Omagială Luchian, Botoșani ; Expoziție de acuarele la București și Buzău;
- 1988 - Expoziția „Flori”; „Peisaje”, Căminul Artei, București
- 1995 - Expoziția de grup a șase pictorițe, Galeria Orizont, București
- 2002 - „Seniori ai picturii contemporane” (13 seniori), Galeria Conta
- 2002 - Internaționala „Remember - Femei creatoare la Marea Mediterană și Marea Neagră”, București
- 2003 - Seniori ai picturii românesti contemporane, Galeria Apollo, București;
- 2004 - Salonul de primăvară, Mogoșoaia
- 2005 - „După 60 de ani”, Gleria Allianz Țiriac
- 2007, 2010 - Expoziția de artă a ziarului Neconvențional, Galeria Galateca

## Expoziții în străinătate
- 1959 - 1960 Expoziție colectivă Bielorusia, Minsk și Atena
- 1961 – Grafica militantă, Moscova
- 1965 - Internationale Buchkunstausstellung, Leipzing, (în amintirea celor 77.289 de evrei uciși de fasciști)
- 1971 – A 3-a Bienală  Internațională de sport în arta plastica, Madrid
- 1973 - A 4-a Bienală Internațională de sport, Madrid
- Estampe contemporaine, Biblioteca Națională, Paris
- 1977 – Expoziția Internațională de artă plastică românească, Helsinki
- 1981 – Internaționala de artă Miro, Barcelona
- 1982 - Expozitia de artă românească, Viena
- 1984 - Intregraphik Berlin
- 1988 – Grafica contemporană romănească, Ecuador CCES
- 1991 – Grafica românească, Israel
- 1994 - Expoziția de artă românească din China
- 2003 – Arta Romena Contemporanea, Italia
- Judische Kunst, Montabaul, Germania (50 de lucrări Alma Redlinger)

## Premii
- 1945 - premiul Anastase Simu pentru tineret ;
- 1946 - premiul Ministerului Artelor;
- 1959 - mențiune la Festivalul mondial al tineretului;
- 1985 - medalia de aur a "Academiei Italia delle Arti e delle Lavoro";
- 1985 - "Oscar d'Italia"
- 2004 - Ordinul "Meritul Cultural" în gradul de Comandor.
- 2006 - Premiul "Marcel Iancu  pentru Arte Plastice [7]
- 2011 - Decorația „Nihil Sine Deo”- oferită de Mihai al României

## Lucrări în muzee și colecții particulare
România, Franța, Italia, Germania, Israel, S.U.A., Japonia, Brazilia, Olanda, Canada, Belgia, Grecia, Anglia.

## Lucrări în muzee din România
- Muzeul Național de Artă, București
- Muzeul de artă din Bacău
- Muzeul de artă din Galați
- Muzeul de artă al Banatului, Timișoara
- Pinacoteca Bibliotecii Radu Rosetti din Onești

## Donații
- 1960 - Donație pentru Muzeul din comuna Perieti – Slatina, o lucrare
- 1963 - Donație pentru Muzeul arheologic regional din Piatra Neamț, 3 lucrări
- 1983 - Donație pentru Muzeul Sighișoara
- 1986 - Donație pentru Muzeul din Botoșani, 2 lucrări
- 1989 - Donație pentru Fundația Stefan Luchian, Ștefănesti – Botoșani
- 1999 - Donație Bibliotecii Radu Rosetti din Onești, Bacău, 5 lucrări
- 2000 - Donație Bibliotecii Radu Rosetti din Onești, Bacău, 17 lucrări

## Călătorii de studii în țară și străinătate
Vâlcele, Țara Oașului, Topalu, Bistrița, Negrești, Constanța, Sulina, Reșița, Brăila, Bacău, Sarmisegetuza, Huși, Bârlad, Iași;  Italia, Spania, Franța, Germania, Olanda, Belgia, Anglia, Bulgaria, Grecia, Israel, Polonia, Cehoslovacia.